# FK TSC

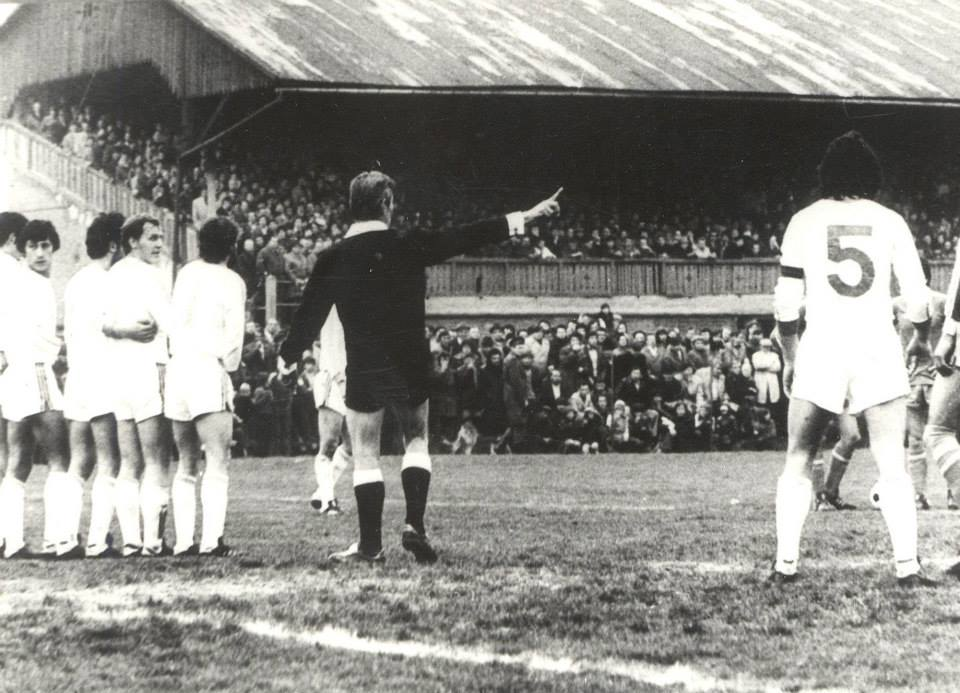
El Derby de Subotica ante el Bačka 1901 en la Tercera Liga de Yugoslavia en los años 1970.

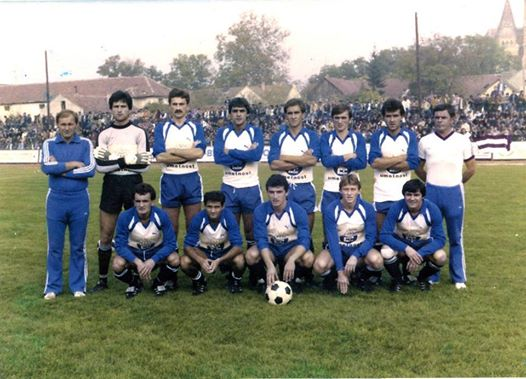
El AIK Bačka Topola en 1986

El Fudbalski Klub Topolyai Sport Club (traducido como "Club de fútbol y de Deportes Topola") es un equipo de fútbol serbio de la ciudad de Backa Topola que juega en la Superliga de Serbia, la primera división de fútbol en el país.

## Historia
Fue fundado en el año 1913 en la ciudad de Backa Topola con el nombre Topolyai Sport Club y han cambiado de nombre en varias ocasiones:
- 1913–1930: Topolyai Sport Club
- 1930–1942: Jugoslovenski Atletski Klub Bačka Topola
- 1942–1945: Topolyai SE
- 1945–1951: FK Egység
- 1951–1974: FK Topola
- 1974–2005: FK AIK Bačka Topola
- 2005–2013: FK Bačka Topola
- 2013–: FK TSC

El club fue formado cuando la ciudad estaba bajo control del Imperio Austro-Húngaro, a causa de la Primera Guerra Mundial pasaron a formar parte del Reino de Yugoslavia, y durante la Segunda Guerra Mundial el club participó en la NBII de Hungría, donde terminó en segundo lugar en la temporada de 1942.
Al finalizar la guerra en 1946 regresan a formar parte de Yugoslavia como parte de la liga de Subotica hasta que logran el ascenso a la Tercera Liga de Yugoslavia. En 1980 juega por primera vez en la Segunda Liga de Yugoslavia por primera vez, y un año después asciende a la Primera Liga de Yugoslavia, donde jugó en cinco temporadas en los años 1980.
En la temporada 1992/93 accede a la ronda de octavos de final de la Copa de Yugoslavia hasta que Yugoslavia desaparece.
Dentro del fútbol de Serbia el club se aleja de los torneos oficiales en 2003 por problemas financieros y solo participa en categorías menores; dos años después se fusiona con el FK Bajsa y nace el FK Backa Topola, ganando la Liga de Voivodina del Norte en la temporada 2006/07.
En la temporada 2016/17 logra el ascenso a la Primera Liga Serbia por primera vez, liga en la que estuvo dos temporadas hasta que es campeón de la segunda división en la temporada 2018/19 y logra el ascenso a la Superliga de Serbia por primera vez.
En la temporada 2020/21 participan por primera ocasión en un toreo internacional cuando logran participar en la UEFA Europa League donde fueron eliminados en la segunda ronda por el FCSB de Rumania.

## Palmarés
- Primera Liga Serbia: 1

2018/19
- Liga de Voivodina del Norte: 1

2006/07

## Participación en competiciones europeas
| Temporada | Torneo                 | Ronda            | Club                  | Casa | Visita | Global         |
| --------- | ---------------------- | ---------------- | --------------------- | ---- | ------ | -------------- |
| 2020-21   | UEFA Europa League     | Clasificatoria 1 | Petrocub Hîncești     | –    | 2–0    | 2–0            |
| 2020-21   | UEFA Europa League     | Clasificatoria 2 | FCSB                  | 6–6  | –      | 6–6 (4:5 pen.) |
| 2023-24   | UEFA Champions League  | Clasificatoria 3 | Sporting Braga        | 1-4  | 0-3    | 1-7            |
| 2023-24   | UEFA Conference League | Grupo A          | Olimpiakos Pireo      | 2-2  | 2-5    | 4-7            |
| 2023-24   | UEFA Conference League | Grupo A          | SC Freiburg           | 1-3  | 0-5    | 1-8            |
| 2023-24   | UEFA Conference League | Grupo A          | West Ham Utd          | 0-1  | 1-3    | 1-4            |
| 2024-25   | UEFA Europa League     | Play-off         | Maccabi Tel Aviv      | 1-5  | 0-3    | 1-8            |
| 2024-25   | UEFA Conference League | Fase Liga        | FC Astaná             |      | 0-1    | 24º Lugar      |
| 2024-25   | UEFA Conference League | Fase Liga        | Legia Warszawa        | 0-3  |        | 24º Lugar      |
| 2024-25   | UEFA Conference League | Fase Liga        | FC Lugano             | 4-1  |        | 24º Lugar      |
| 2024-25   | UEFA Conference League | Fase Liga        | FC St. Gallen         |      | 2-2    | 24º Lugar      |
| 2024-25   | UEFA Conference League | Fase Liga        | KAA Gent              |      | 0-3    | 24º Lugar      |
| 2024-25   | UEFA Conference League | Fase Liga        | FC Noah               | 4-3  |        | 24º Lugar      |
| 2024-25   | UEFA Conference League | 1/16             | Jagiellonia Bialystok | 1-3  | 1-3    | 2-6            |

## Jugadores

### Jugadores destacados
| - Slobodan Batričević - Jenő Kalmár - Andrija Kaluđerović - Nikica Klinčarski - Zlatko Krmpotić - Savo Pavićević - Mitar Peković - Dušan Tadić - Nikola Žigić | - Dragoljub Bekvalac - István Dudás - Norbert Könyves - Viktor Ország - Čedomir Pavičević - Mitar Peković - Tamás Takács - Zvezdan Terzić - Nenad Todorović |